# Drew Fuller
Andrew Alan "Drew" Fuller (ur. 19 maja 1980 w Los Angeles) – amerykański aktor i model pochodzenia rosyjskiego, szkockiego i angielskiego, najbardziej znany z roli Chrisa Halliwell w serialu Czarodziejki i jako żołnierz Trevor LeBlanc w Lifetime Poślubione armii.

## Życiorys
Urodził się Los Angeles, w stanie Kalifornia. Dorastał w Newport Beach wraz z młodszą siostrą Hilary. W 1992 roku, kiedy miał dwanaście lat przyjaciel rodziny zamieścił jego zdjęcie na okładce magazynu Uniwersytetu Kalifornijskiego w Los Angeles.
Mając szesnaście lat rozpoczął pracę jako model dla takich domów mody jak Prada, Club Med i Tommy Hilfiger. Brał udział w reklamach: J.Crew, restauracji Subway, Toyota i Pepsi z Britney Spears. Potem trafił na mały ekran w serialu Partnerzy (Partners, 1999) z Jorją Fox, Johnathonem Schaech i Amandą Peet. Na kinowym ekranie pojawił się po raz pierwszy w thrillerze Więzy krwi (Angels Don't Sleep Here, 2000) z Royem Scheiderem i Robertem Patrickiem.
Popularność zdobył jako Chris Halliwell, drugi syn Piper (Holly Marie Combs) i Leo (Brian Krause), młodszy brat Wyatta (Wes Ramsey) w serialu Czarodziejki (Charmed, 2003-2006). W 2001 Drew wystąpił w teledysku Zespołu The Calling Wherever you will go, a w 2005 w teledysku Balthazar Getty z zespołu Ringside do piosenki „Tired of Being Sorry”. Za rolę Scotta Kane'a w filmie The Kane Files: Life of Trial (2010) otrzymał nagrodę na San Diego Film Festival.
W wolnym czasie Drew lubi grać w koszykówkę, serfować, wspinać się po skałach i grać w tenisa.

## Filmografia

### Filmy fabularne
- 2000: Voodoo Academy jako Paul St. Clair
- 2001: One jako Cole
- 2001: Więzy krwi (Backflash 2: Angels Don't Sleep Here) jako Teenage Jesse
- 2004: Close Call jako Sam
- 2005: Kontrakt (Final Contract: Death on Delivery) jako David Glover
- 2006: Bezcenny dar (The Ultimate Gift) jako Jason Stevens
- 2007: Blond ambicja (Blonde Ambition) jako Billy
- 2008: The Circuit (TV) jako Kid Walker
- 2008: Na samo dno (Loaded) jako Brendan
- 2014: Fatal Instinct jako Danny Gates

### Seriale TV
- 1999: Partnerzy (Partners) jako Tom
- 2002: Home of the Brave jako Justin Briggs
- 2003: Życie na fali (The O.C.) jako Norland
- 2003: Black Sash jako Nick Reed
- 2003: One Shot w roli samego siebie
- 2003-2006: Czarodziejki (Charmed) jako Chris Halliwell
- 2006: Huff jako Josh
- 2007-2012, 2013: Poślubione armii (Army Wives) jako Trevor LeBlamc
- 2011: Agenci NCIS: Los Angeles jako Conner Maslin
- 2015: Longmire (serial telewizyjny) jako Noah

### Wideoklipy
- 2001: The Calling - „Wherever You Will Go”
- 2002: Jennifer Love Hewitt - „BareNaked”
- 2005: Lindsay Lohan - „Over”
- 2005: Ringside - „Tired of Being Sorry”